# President de Macedònia del Nord

Escut de Macedònia del Nord

El President de la República de Macedònia del Nord és el Cap d'Estat de Macedònia del Nord. La institució de la Presidència de Macedònia del Nord va començar després de la declaració d'independència de la República, el 8 de setembre de 1991. El seu primer president va ser Kiro Gligorov, el president més vell en el món fins a la seva renúncia el 1999. La Presidència de Macedònia del Nord és un càrrec no executiu. El cap de l'executiu és el Primer Ministre de la República de Macedònia del Nord. El president ha de ser un ciutadà de la República de Macedònia del Nord, major de 40 anys i que hagi viscut a Macedònia del Nord durant almenys deu dels quinze anys anteriors.

## Història
Durant el període de la República Socialista de Macedònia, hi havia una presidència col·lectiva que va ser abolida el 1991. El seu primer president fou Metodija Andonov Čento elegit a l'ASNOM, i l'últim fou Vladimir Mitkov. Arran de la transició del sistema socialista a la democràcia parlamentària el 1990, la República Socialista de Macedònia canvià el lideratge col·lectiu per un sol president el 1991. Kiro Gligorov es va convertir en el primer president democràticament electe de la República Socialista de Macedònia el 27 de gener de 1991. El 16 d'abril de 1991 el Parlament va aprovar una esmena constitucional que eliminar el terme "socialista" del nom oficial del país, i el 7 de juny del mateix any fou adoptat oficialment el nom de República de Macedònia (des de 2019, Macedònia del Nord). Gligorov va continuar exercint com a president de la República. Després que comencés el procés de dissolució de Iugoslàvia, la República de Macedònia del Nord va proclamar la plena independència després d'un referèndum celebrat el 8 de setembre de 1991. En acabar el seu segon mandat com a cap de l'estat independent Gligorov va ser succeït per Boris Traikovski el 1999. Després de la mort de Traikovski el 2004 va ser succeït per Branko Tsrvènkovski. Gorge Ivànov va guanyar les eleccions presidencials macedònies de 2009 i entrarà en funcions el maig de 2009.

## Líders de Macedònia del Nord (1903)

### President de larepública de Kruševo
- Nikola Karev (23 de novembre de 1877 - 27 d'abril de 1905)

## Líders de Macedònia del Nord (1943-actual)[1]

### Macedònia socialista (1943-1991)

#### President del Comitè Iniciatori de l'ASNOM
- Metodija Andonov - Čento (1 d'octubre de 1943 - 2 d'agost de 1944)

#### President de l'ASNOM
- Metodija Andonov - Čento (2 d'agost de 1944 - 1 de gener de 1945)

#### Presidents del Presidium de l'Assemblea Popular
- Metodija Andonov - Čento (1 de gener de 1945 - 15 de març de 1946)
- Dimitar Vlahov (15 de març de 1946 - 1947)
- Blagoja Fotev (1947 - desembre 1950)
- Vidoe Smilevski (4 de gener de 1951 - 1953)

#### Presidents de l'Assemblea Popular
- Dimce Stojanov (1953 - 19 de desembre de 1953)
- Lazar Koliševski (19 de desembre de 1953 - 26 de juny de 1962)
- Ljupčo Arsov (26 de juny de 1962 - 24 de juny de 1963)
- Vidoe Smilevski (25 de juny de 1963 - 12 de maig de 1967)
- Mito Hadzivasilev (1967 - 1 d'agost de 1968)
- Nikola Mincev (23 de desembre de 1968 - 6 de maig de 1974)

#### Presidents de la Presidència
- Vidoe Smilevski (6 de maig 1974 - 31 d'octubre 1979)
- Ljupčo Arsov (31 d'octubre de 1979 - 29 d'abril de 1982)
- Angel Cemerski (29 d'abril de 1982 - 29 d'abril de 1983)
- Blagoja Taleski (29 d'abril de 1983 - 29 d'abril de 1984)
- Tome Bukleski (29 d'abril de 1984 - 26 d'abril de 1985)
- Vanco Apostolski (26 d'abril de 1985 - juny de 1986)
- Dragoljub Stavrev (juny de 1986 - maig de 1988)
- Jezdimir Bogdanski (maig de 1988 - 28 d'abril de 1990)
- Vladimir Mitkov (28 d'abril de 1990 - 27 de gener de 1991)
- Kiro Gligorov (27 de gener de 1991 - 18 de setembre de 1991)

### República de Macedònia/Macedònia del Nord(1991-ara)

#### Presidents
| No. | Imatge                 | Nom (Naixement-mort)                         | Mandat           | Mandat             | Mandat            | Partit polític          |
| No. | Imatge                 | Nom (Naixement-mort)                         | Inici del mandat | Final del mandat   | Durada del mandat | Partit polític          |
| --- | ---------------------- | -------------------------------------------- | ---------------- | ------------------ | ----------------- | ----------------------- |
| 1   | Kiro Gligorov          | Kiro Gligorov (1917–2012)                    | 18 setembre 1991 | 4 octubre 1995     | 4 anys, 16 dies   | Independent             |
| –   | Stojan Andov           | Stojan Andov (En funcions) (1935–2024)       | 4 octubre 1995   | 17 novembre 1995   | 0 anys, 44 dies   | Liberal                 |
| 1   | Kiro Gligorov          | Kiro Gligorov (1917–2012)                    | 17 novembre 1995 | 19 novembre 1999   | 4 anys, 2 dies    | Independent             |
| –   | Savo Klimovski         | Savo Klimovski (En funcions) (n. 1947)       | 19 novembre 1999 | 15 desembre 1999   | 0 anys, 26 dies   | Alternativa Democràtica |
| 2   | Boris Traikovski       | Boris Traikovski (1956–2004)                 | 15 desembre 1999 | 26 February 2004 † | 4 anys, 73 dies   | VMRO–DPMNE              |
| –   | Ljupčo Jordanovski     | Ljupčo Jordanovski (En funcions) (1953–2010) | 26 febrer 2004   | 12 maig 2004       | 0 anys, 76 dies   | Socialdemòcrata         |
| 3   | Branko Tsrvènkovski    | Branko Tsrvènkovski (n. 1962)                | 12 maig 2004     | 12 maig 2009       | 5 anys, 0 dies    | Socialdemòcrata         |
| 4   | Gorge Ivànov (n. 1960) | 12 maig 2009                                 | 12 maig 2019     | 10 anys, 0 dies    | VMRO–DPMNE        |                         |
| 5   | Stevo Pendarovski      | Stevo Pendarovski (n. 1963)                  | 12 maig 2019     | En el càrrec       | 5 anys, 311 dies  | Socialdemòcrata         |